# Navajas
Navajas (valencianisch: Navaixes) ist eine Gemeinde (Municipio) mit 846 Einwohnern (Stand: 2024) in der Provinz Castellón in der spanischen autonomomen Region Valencia. 

## Geographie
Navajas liegt etwa 37 Kilometer westsüdwestlich der Provinzhauptstadt Castellón de la Plana und etwa 41 Kilometer nordnordwestlich von Valencia im Bezirk Alto Palancia in einer Höhe von ca. 385 m. Der Río Palancia fließt durch die Gemeinde.

## Sehenswürdigkeiten
- Altomira-Turm
- Marienkirche
- Neues Rathaus
- Altes Rathaus (heute Touristen-Information und Museum)

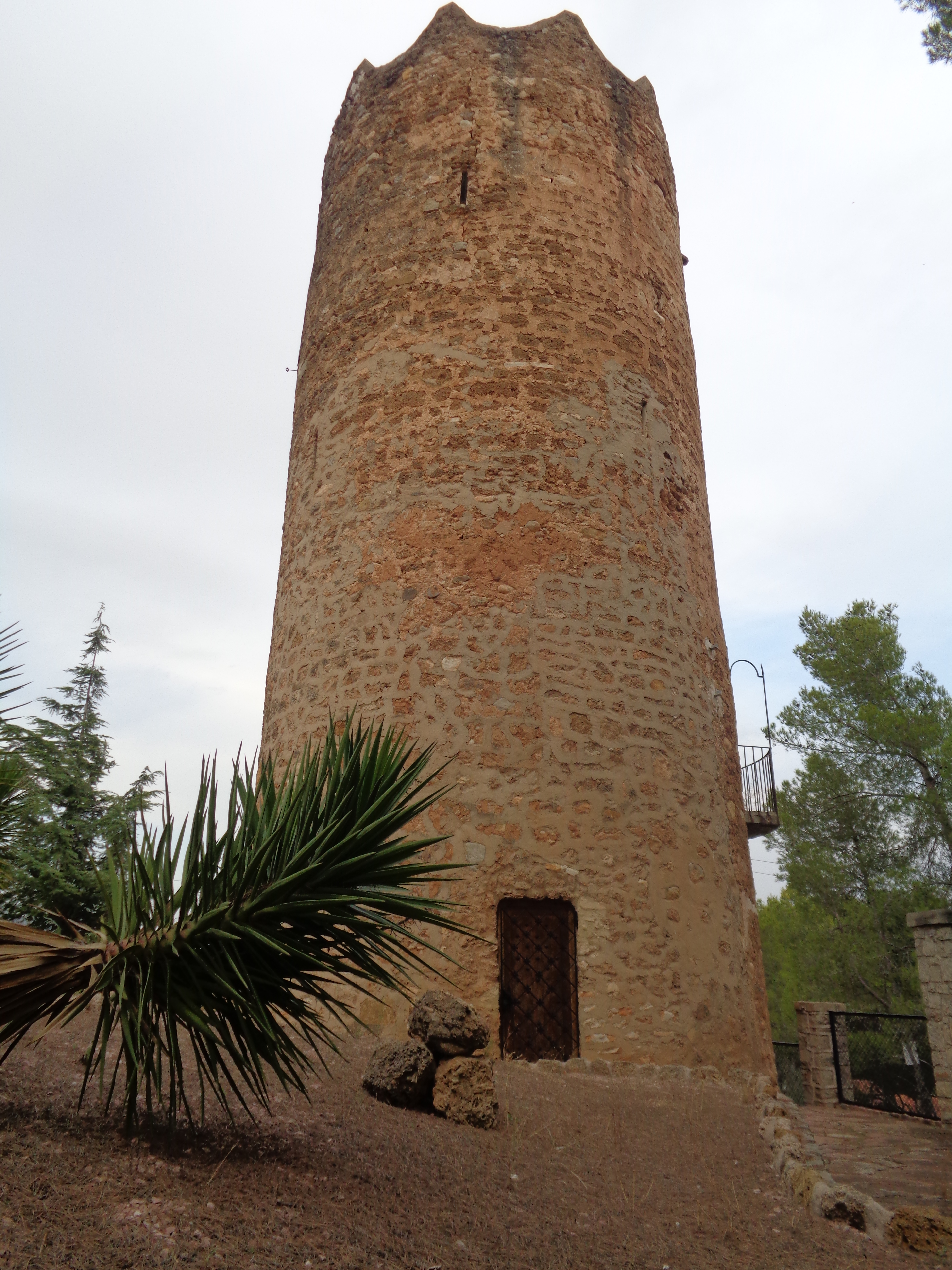
Altomira-Turm
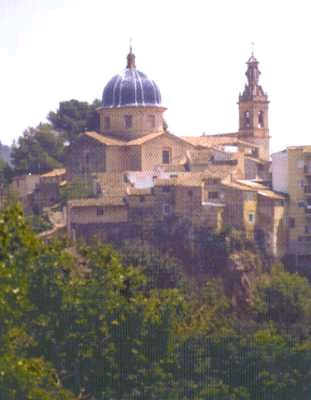
Marienkirche
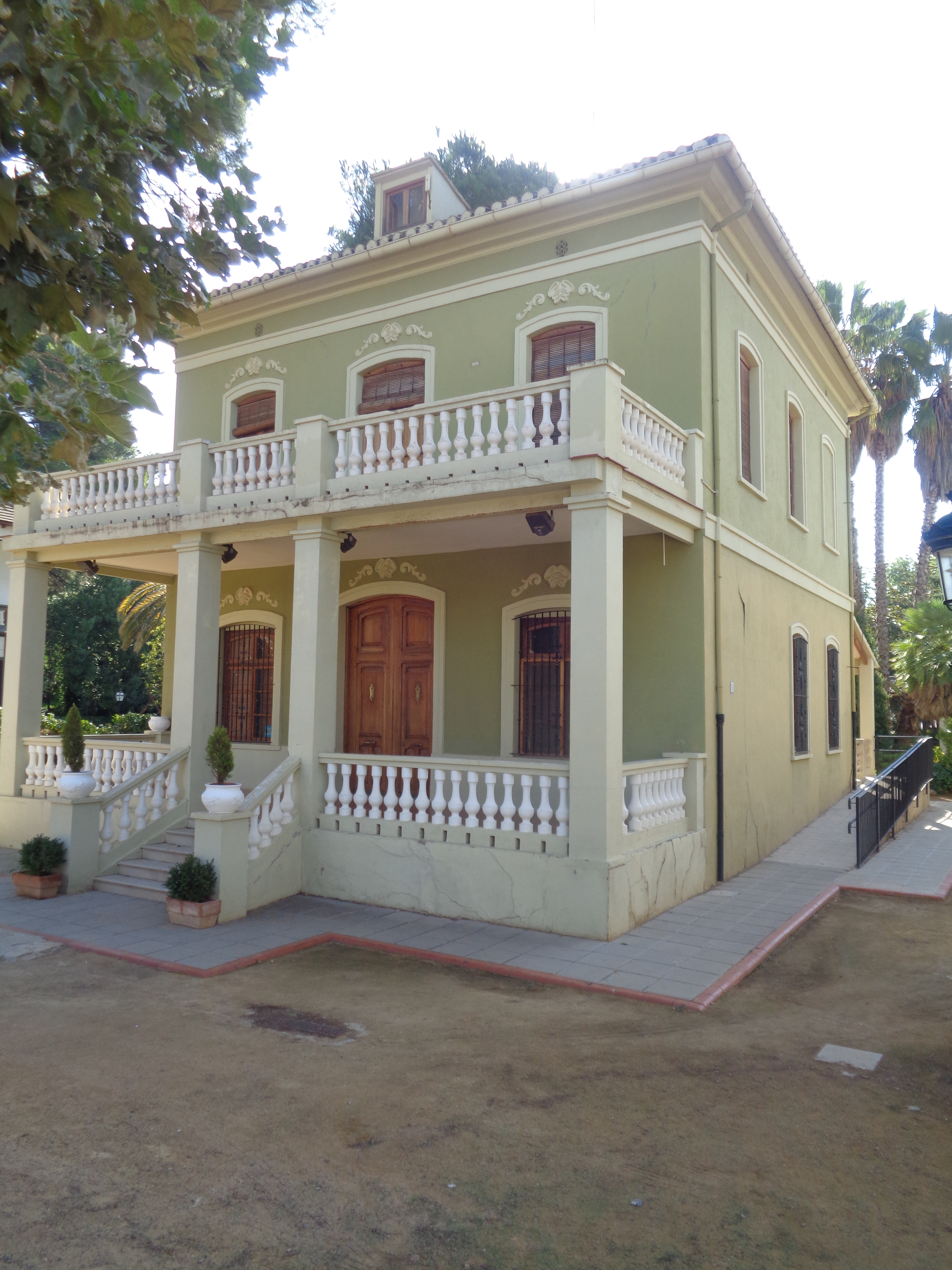
Neues Rathaus
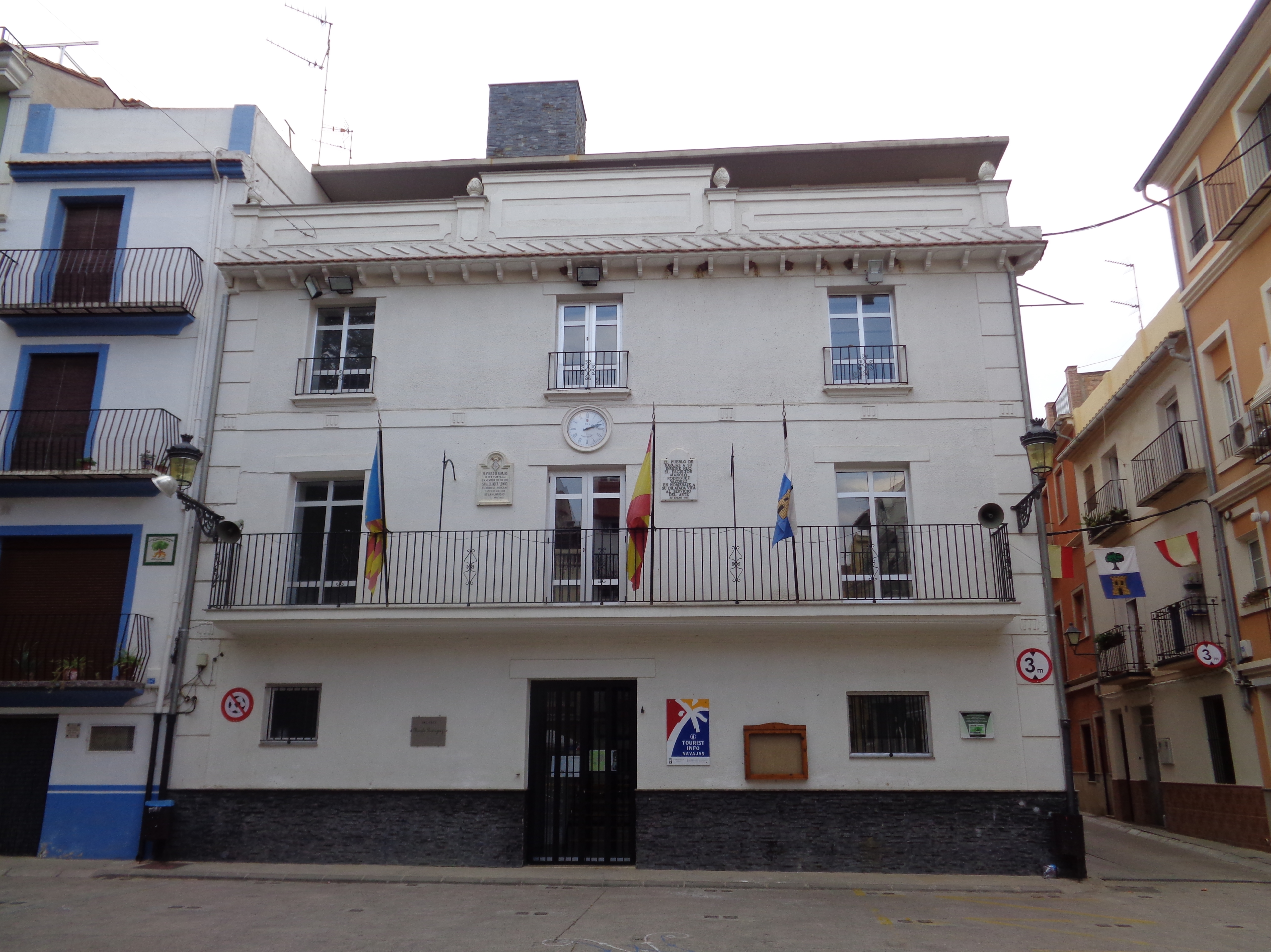
Altes Rathaus